# Жіноча збірна СРСР з волейболу
Жіноча збірна СРСР з волейболу — жіноча волейбольная збірна, яка представляла Радянський Союз на міжнародних змаганнях з волейболу. Керівний орган збірної — Федерація волейболу СРСР. Офіційно збірна СРСР виступала з 1949 по 1991 роки. У 1992 році команда СНД — де-факто збірна СРСР — брала участь в Олімпійських іграх 1992. Упродовж 43 років свого існування була одної з найсильніших жіночих національних волейбольних збірних світу. Брала участь у 7 Олімпіадах (4 перемоги), 10 чемпіонатах світу (5 перемог), 6 розіграшах Кубка світу (1 перемога), 17 чемпіонатах Європи (13 перемог).

## Історія

### 1940-і — 1950-і
10 вересня 1949 року на I чемпіонаті Європи в столиці Чехословаччини Празі жіноча волейбольна збірна СРСР вийшла на офіційну міжнародну арену. Перший свій матч вона виграла в збірної Польщі з рахунком 3:0. З таким же рахунком були переможені й решта учасниць європейського першості — Румунія, Франція, Угорщина, Нідерланди і Чехословаччина. Отже, дебютний турнір найсильніших європейських національних збірних приніс закономірний успіх радянським волейболісткам. Основу збірної склали спортсменки, які виступати за команди-призерки чемпіонату СРСР 1949 року — Мілітія Кононова, Валентина Осколкова, Тамара Петрова, Валентина Свиридова (усі — «Локомотив» Москва), Серафима Кундиренко, Олександра Чудина (обидві — «Динамо» Москва), Таїсія Баришнікова, Анна Афанасьєва, Валентина Квашеніннікова (усі — «Спартак» Ленінград), а також Олександра Жарова з московського «Спартака» і Віра Міссік з ленінградського «Медика». Очолював перших чемпіонок Європи наставник московського «Локомотива» Олександр Сергійович Анікін.
Переможна хода радянської збірної мала повторення на двох наступних європейський першостях 1950 і 1951 і на першому жіночому чемпіонаті світу з волейболу 1952, що проходив у Москві. І знов суперниці не змогли виграти в команди СРСР жодної партії. Цих успіхів збірна досягла під орудою Валентини Осколкової.
На чемпіонат Європи 1955 року до столиці Румунії Бухарест збірна СРСР прибула значно оновленою (порівнянню з попереднім офіційним турніром — чемпіонатом світу 1952), включивши до заявки одразу 7 дебютанток. На чолі команди був один з найбільш відомих вітчизняних волейболістів Олексій Петрович Якушев. Єдиної поразки від збірної Чехословаччини — 2:3 — було достатньо, аби позбавити наших спортсменок першості, проте неабиякого досвіду набули наші молоді волейболістки, які склали основу збірної в наступних турнірах. Серед них Людмила Мещерякова (Булдакова), Лілія Каленик (Коновалова), Антоніна Моісєєва (Рижова), Лідія Стрельнікова та ін.
Уже наступного — 1956 — року на світовій першості в Парижі збірна СРСР відстояла титул найсильнішої команди світу, перемігши всіх своїх суперниць. Такий же успіх спіткав збірну і на чемпіонаті Європи 1958 року в Чехословаччині, де радянська збірна повернула собі звання найкращих на континенті.

### 1960-і
Черговий чемпіонат світу відбувся 1960 року в Бразилії. Збірна СРСР на південноамериканському континенті підтвердила статус фаворитки. Усі 5 матчів на турнірі радянська команда завершила на свою користь.
У жовтні 1962 року у СРСР відбувся 4-й чемпіонат світу з волейболу серед жінок. Завершився він доволі неочікувано. Срібні призерки попередньої світової першості збірна Японії під керуванням старшого тренера Хірофумі Даймацу вже в 3-му турі фінального раунду обіграла з рахунком 3:1 радянську команду і, пройшовши решту матчів без поразок, здобула чемпіонський титул, залишивши господарок чемпіонату на 2-й шаблі  п'єдесталу пошани. Саме із цього турніру почалося безкомпромісне суперництво радянської і японської волейбольних шкіл, яке триває з перемінним успіхом упродовж 20 років.
Поразка була доволі болісно сприйнята радянським спортивним керівництвом. Замість Олексія Якушева, який керував збірною впродовж 7 років новим старшим тренером призначили Олега Чехова, який раніше входив до тренерського штабу чоловічої збірної СРСР. До європейської першості 1963 року майже наполовину оновився склад головної команди країни. Проте, на результатах збірної в континентальних змаганнях ці зміни не позначилися. І надалі радянські волейболістки домінували в Європі з великою перевагою. Чемпіонати Європи 1963 і 1967 років завершилися переконливими перемогами нашої жіночої дружини.
1964 року стався олімпійський дебют волейболу на Іграх XVIII Олімпіади в Токіо. Збірна СРСР, перемігши команди Румунії, Південної Кореї, Польщі і США з однаковим рахунком 3:0, поступилася чемпіонкам світу і господаркам турніру японським волейболісткам з таким же результатом. Підсумок — 2-е місце.
1966 року головним тренером жіночої збірної СРСР був призначений Гіві Олександрович Ахвледіані, який до того очолював чоловічу збірну, з якою здобував звання чемпіонів світу 1960 і 1962. Дебют нового наставника мав відбутися в жовтні 1966 на світовій першості в Перу. Але після відмови південноамериканок від організації чемпіонату турнір перенесли до Японії, де стався скандал: організатори відмовилися заявляти збирні НДР і КНДР під їх офіційними назвами (замінивши їх на Східна Німеччина і Північна Корея), а також вивішувати їх прапори і виконувати гімни. Наслідком цього стала відмова цих збірних від участі. Солідарність з ними виявили також команди Радянського Союзу, Китаю, Чехословаччини, Польщі й Угорщини, покинувши турнір.
У наполовину оновленому (порівнянню з Олімпіадою-64) складі радянська команда успішно витримала іспит європейською першістю 1967, на нуль обігравши всіх суперниць. Олімпійський волейбольний турнір 1968 року в Мехіко також завершився впевненою перемогою збірної СРСР.

### 1970-і
На початку 1970-х радянська збірна під керівництвом Гіві Ахвледіані виграла 4 поспіль офіційних турнірів ФІВБ — чемпіонат світу 1970, чемпіонат Європи 1971, олімпійський турнір 1972 і, нарешті, здобула перемогу в першому розіграші Кубка світу 1973. Колектив збірної склали видатні волейболістки. Серед них — Людмила Булдакова, Інна Рискаль, Людмила Михайловська, Галина Леонтьєва, Любов Тюріна, Тетяна Третьякова, Роза Саліхова, Ніна Смолєєва, Віра Дуюнова, Тетяна Саричева, Тетяна Гонобоблєва та ін. У 27 проведених на цих турнірах матчах збірна СРСР не зазнала жодної поразки, віддавши соперницам лише 5 партій.
До середини 1970-х років переможний ресурс великої команди почав потроху сходити нанівець. Декілька її лідерок пішли з волейболу, інші наближалися до критичного для спорту віку. І якщо на європейських першостях збірна СРСР як і раніше не мала реального спротиву з боку своїх опоненток, то у вирішальних матчах чемпіонату світу 1974 і Олімпійських ігор 1976 збірна Японії впевнено перемагала радянську команду.
Після поразки на Олімпіаді-76 Г.Ахвледіані пішов у відставку, передавши керівництво своєму помічникові Віктору Тюріну. Під його орудою значно оновлена радянська команда впевнено виграла європейську першість 1977 у Фінляндії, але на домашньому чемпіонаті світу 1978 посіла лише 3-є місце, програвши в півфіналі збірній Куби.
Невдача на першості світу спричинила нову зміну тренера, збірна СРСР отримала нового старшого тренера. Ним став наставник молодіжної збірної і свердловської «Уралочки» Микола Карполь. Його дебют в офіційному турнірі на чолі оновленої наполовину головної команди країни відбувся в жовтні 1979 у Франции на чемпіонаті Європи, де збірна СРСР усьоме поспіль стала кращою на континенті.

### 1980-і
З великим нетерпінням очікувалося протистояння радянської і японської збірних на олімпійському турнірі 1980 року. Але через бойкот Японією московської Олімпіади воно не відбулося і команда Радянського Союзу втретє у своїй історії завоювала олімпійське «золото», перемігши у фіналі збірну НДР 3:1.
А от надалі з початку 1980-х років збірну СРСР в офіційний турнірах почали переслідувати невдачі. Поразка на чемпіонаті Європи 1981 від Болгарії, 3-є місце на Кубку світу 1981 в Японії, провал на світовій першості 1982 в Перу (лише 6-е місце). Після цього старшим тренером жіночої волейбольної збірної був призначений Володимир Паткін, який до того входив до тренерського штабу чоловічої збірної СРСР. За його тренерства знов була програна європейська першість, тепер уже команді НДР 1983 року, а відтак і змагання «Дружба-84», проведені замість Олімпіади-1984, куди не поїхали майже всі соціалістичні країни. І якщо 1985 року наша збірна повернула собі звання сильнішої в Європі, то на чемпіонаті світу 1986 на радянську команду знов чекав провал — 6-е місце. Програний був і чемпіонат Європи 1987 збірній НДР, після чого збірну СРСР знов очолив Микола Карполь, як згодом виявилося на довгі 17 років (включаючи і керування збірною Росії).
На Олімпійському турнір 1988 року в Сеулі збірна СРСР не мала статусу фавориток. Перший ж матч було програно вже не такій потужній як у минулі роки команді Японії. Але надалі радянська команда почала набирати обертів, обігравши в груповому турнірі з рахунком 3:0 господарок змагань збірну Південної Кореї і чемпіонок Європи збірну НДР. У півфіналі радянські дівчата розгромили чемпіонок світу команду Китаю 3:0, не давши набрати суперницям у одній з партій жодного очка. Фінальний поєдинок з перуанками склався драматичне. Поступаючись під час матчу 0:2 і 6:12 у 3-й партії, радянські волейболістки зуміли вирвати перемогу, завоювавши 4-й вищий титул за 6-ть олімпійських турнірів. Основними творчинями перемоги, окрім старшого тренера М.Карполя, були лідери тієї збірної — І.Пархомчук (Кириллова), В.Огієнко, І.Смирнова, Т.Сидоренко, О.Овчіннікова (Чебукіна), М.Нікуліна.

### 1990-і
Більша частина колективу неперевершеної команди 1988 року завоювала за два роки (у 1990) і звання чемпіонок світу (після 20-річної перерви), перемігши з рахунком 3:1 у фінальному матчі господарок змагань збірну Китаю.
Слід зазначити,  що роком раніше (у 1989) збірна СРСР упевнено повернула собі і титул чемпіонок Європи, а 1991, із сухим рахунком обігравши всіх своїх суперниць, підтвердила свій статус лідерок європейського жіночого волейболу.
Юридично останнім матчем жіночої волейбольної збірної СРСР в офіційних змаганнях була заключна гра фінального турніру на Кубок світу, що відбулася 17 листопада 1991 року в японській Осаці. Поєдинок зі збірною Куби радянський команда виграла 3:0, зайнявши в розіграші тільки третє місце, поступившись двома верхніми щаблями збірним Куби і Китаю лише за різницею партій.
Фактично заключним офіційним турніром радянської збірної, уже як об'єднаної команди СНД, був олімпійський волейбольний турнір 1992 року в Барселоні (Іспанія). 10 з 12 волейболісток цієї команди представляли Росію («Уралочку» з Єкатеринбурга) і лише дві спортсменки були з Казахстану — О.Чебукіна (Овчинникова) і Т.Меньшова. Програвши 7 серпня фінальний поєдинок збірній Куби 1:3 об'єднана команда (фактично збірна СРСР) на цій «срібній» ноті припинила своє існування. Історію вітчизняного волейболу продовжує жіноча збірна Росії.

## Результати виступів
Разом на рахунку жіночої збірної СРСР з волейболу 282 офіційних матчі проведених у період з 1949 по 1992 роки під егідою Міжнародний федерації волейболу і Європейський конфедерації волейболу в рамках Олімпійський ігор, чемпіонатів світу, розіграшів Кубка світу і чемпіонатів Європи. З них здобуто перемог 247, поразок 35. Співвідношення партій 763:180.

### Олімпійський ігри
| Рік   | Ігри | Виграші | Поразки | З/П    | Місце |
| ----- | ---- | ------- | ------- | ------ | ----- |
| 1964  | 5    | 4       | 1       | 12:3   | 2-е   |
| 1968  | 7    | 7       | 0       | 21:3   | 1-е   |
| 1972  | 5    | 5       | 0       | 15:5   | 1-е   |
| 1976  | 5    | 4       | 1       | 12:7   | 2-е   |
| 1980  | 5    | 5       | 0       | 15:3   | 1-е   |
| 1988  | 5    | 4       | 1       | 14:5   | 1-е   |
| 1992  | 5    | 3       | 2       | 12:7   | 2-е   |
| Разом | 37   | 32      | 5       | 101:33 |       |

### Відбірковий турнір до Олімпійських ігор 1988
| Рік  | Ігри | Виграші | Поразки | З/П  | Місце |
| ---- | ---- | ------- | ------- | ---- | ----- |
| 1988 | 4    | 4       | 0       | 12:2 | 1-е   |

### Чемпіонати світу
| Рік   | Ігри | Виграші | Поразки | З/П    | Місце |
| ----- | ---- | ------- | ------- | ------ | ----- |
| 1952  | 7    | 7       | 0       | 21:0   | 1-е   |
| 1956  | 11   | 11      | 0       | 33:3   | 1-е   |
| 1960  | 6    | 6       | 0       | 18:4   | 1-е   |
| 1962  | 9    | 8       | 1       | 25:4   | 2-е   |
| 1970  | 9    | 9       | 0       | 27:1   | 1-е   |
| 1974  | 11   | 9       | 2       | 28:9   | 2-е   |
| 1978  | 8    | 6       | 2       | 19:7   | 3-є   |
| 1982  | 8    | 4       | 4       | 14:12  | 6-е   |
| 1986  | 8    | 5       | 3       | 17:9   | 6-е   |
| 1990  | 7    | 6       | 1       | 18:6   | 1-е   |
| Разом | 84   | 71      | 13      | 220:55 |       |

### Кубок світу
| Рік   | Ігри | Виграші | Поразки | З/П   | Місце |
| ----- | ---- | ------- | ------- | ----- | ----- |
| 1973  | 6    | 6       | 0       | 18:0  | 1-е   |
| 1977  | 6    | 0       | 6       | 1:18  | 8-е   |
| 1981  | 7    | 5       | 2       | 15:7  | 3-є   |
| 1985  | 7    | 5       | 2       | 15:7  | 3-є   |
| 1989  | 7    | 6       | 1       | 18:6  | 2-е   |
| 1991  | 8    | 7       | 1       | 22:9  | 3-є   |
| Разом | 41   | 29      | 12      | 89:47 |       |

### Чемпіонати Європи
| Рік   | Ігри | Виграші | Поразки | З/П    | Місце |
| ----- | ---- | ------- | ------- | ------ | ----- |
| 1949  | 6    | 6       | 0       | 18:0   | 1-е   |
| 1950  | 5    | 5       | 0       | 15:0   | 1-е   |
| 1951  | 5    | 5       | 0       | 15:0   | 1-е   |
| 1955  | 5    | 4       | 1       | 14:4   | 2-е   |
| 1958  | 9    | 9       | 0       | 27:5   | 1-е   |
| 1963  | 8    | 8       | 0       | 24:2   | 1-е   |
| 1967  | 8    | 8       | 0       | 24:0   | 1-е   |
| 1971  | 7    | 7       | 0       | 21:0   | 1-е   |
| 1975  | 7    | 7       | 0       | 21:3   | 1-е   |
| 1977  | 7    | 7       | 0       | 21:1   | 1-е   |
| 1979  | 7    | 6       | 1       | 20:8   | 1-е   |
| 1981  | 7    | 6       | 1       | 18:5   | 2-е   |
| 1983  | 7    | 6       | 1       | 20:6   | 2-е   |
| 1985  | 7    | 7       | 0       | 21:3   | 1-е   |
| 1987  | 7    | 6       | 1       | 20:5   | 2-е   |
| 1989  | 7    | 7       | 0       | 21:1   | 1-е   |
| 1991  | 7    | 7       | 0       | 21:0   | 1-е   |
| Разом | 116  | 111     | 5       | 341:43 |       |

### Інші турніри
Збірна СРСР також ставала переможницею великих міжнародних змагань під егідою ФІВБ для найсильніших жіночих збірних світу: Кубок виклику 1988, Супер-Топ-4 — 1990, Кубок ФІВБ 1986. Окрім цього, збірна СРСР перемагала на волейбольних турнірах Ігор доброї волі в 1986 і 1990 роках, а також на організованому Федерацією волейболу СРСР Меморіалі А. І. Чініліна 1987 і 1990, в якому брали участь найсильніші національні команди світу.

### Гала-матчі ФІВБ
У 1989 і 1991 роках жіночій збірній СРСР протистояла збірна світу («Усі зірки») у рамках Гала-матчів ФІВБ. Ось їх результати:
- 16 грудня 1989. Сінгапур. СРСР — «Усі зірки» 3:2 (4:15, 15:11, 13:15, 15:7, 15:9)
- 17 грудня 1989. Сінгапур. СРСР — «Усі зірки» 2:3 (15:9, 15:9, 9:15, 11:15, 13:15)
- 9 жовтня 1991. Рим. СРСР — «Усі зірки» 2:3 (6:15, 15:4, 16:14, 13:15, 14:16)
- 12 жовтня 1991. Барселона. СРСР — «Усі зірки» 1:3 (13:15, 7:15, 15:13, 12:15)

## Суперниці
У рамках офіційний турнірів збірна СРСР зустрічалася з національний командами 37 країн.
| Суперник                 | Ігор | Виграшів | Поразок | З/П   |
| ------------------------ | ---- | -------- | ------- | ----- |
| Австралія                | 1    | 1        | 0       | 3:0   |
| Албанія                  | 1    | 1        | 0       | 3:0   |
| Болгарія                 | 18   | 17       | 1       | 51:9  |
| Бразилія                 | 11   | 10       | 1       | 30:8  |
| Угорщина                 | 20   | 19       | 1       | 57:9  |
| НДР                      | 22   | 19       | 3       | 63:14 |
| Німеччина                | 1    | 1        | 0       | 3:0   |
| Греція                   | 1    | 1        | 0       | 3:0   |
| Домініканська Республіка | 2    | 2        | 0       | 6:0   |
| Ізраїль                  | 2    | 2        | 0       | 6:0   |
| Індія                    | 1    | 1        | 0       | 3:0   |
| Іспанія                  | 2    | 2        | 0       | 6:0   |
| Італія                   | 6    | 6        | 0       | 18:1  |
| Канада                   | 5    | 5        | 0       | 15:4  |
| Китай                    | 11   | 5        | 6       | 16:20 |
| КНДР                     | 3    | 3        | 0       | 9:1   |
| Куба                     | 14   | 7        | 7       | 25:22 |
| Люксембург               | 1    | 1        | 0       | 3:0   |
| Мексика                  | 1    | 1        | 0       | 3:0   |
| Нідерланди               | 14   | 14       | 0       | 42:5  |
| Нова Зеландія            | 1    | 1        | 0       | 3:0   |
| Перу                     | 12   | 10       | 2       | 30:10 |
| Польща                   | 22   | 21       | 1       | 65:12 |
| Румунія                  | 18   | 17       | 1       | 52:9  |
| США                      | 11   | 8        | 3       | 27:11 |
| Туніс                    | 2    | 2        | 0       | 6:0   |
| Туреччина                | 2    | 2        | 0       | 6:0   |
| Фінляндія                | 1    | 1        | 0       | 3:0   |
| Франція                  | 6    | 6        | 0       | 18:0  |
| ФРН                      | 8    | 8        | 0       | 24:0  |
| Чехословаччина           | 19   | 18       | 1       | 56:8  |
| Чилі                     | 1    | 1        | 0       | 3:0   |
| Швейцарія                | 2    | 2        | 0       | 6:0   |
| Швеція                   | 1    | 1        | 0       | 3:0   |
| Югославія                | 7    | 7        | 0       | 21:1  |
| Південна Корея           | 16   | 14       | 2       | 42:11 |
| Японія                   | 16   | 10       | 6       | 33:25 |

## Тренери
- 1949—1950 — Олександр Анікін
- 1951—1952 — Валентина Осколкова
- 1955—1962 — Олексій Якушев
- 1963—1964 — Олег Чехов
- 1966—1976 — Гіві Ахвледіані
- 1977—1978 — Віктор Тюрин
- 1979—1982 — Микола Карполь
- 1983—1987 — Володимир Паткин
- 1988—1992 — Микола Карполь

## Гравчині
Разом у складі жіночої сборной СРСР з волейболу в офіційний матчах виступали 143 волейболістки.